# Atletica leggera ai Giochi della XVII Olimpiade - Lancio del giavellotto femminile

Video della Finale (il lancio vincente di Ėl'vira Ozolina)

La competizione del lancio del giavellotto femminile di atletica leggera ai Giochi della XVII Olimpiade si è disputata il giorno 1º settembre 1960 allo Stadio Olimpico di Roma.

## L'eccellenza mondiale
| Camp.ssa olimpica 1956 | 53,86      | Ineze Jaunzeme  | Assente  |
| Camp.ssa europea 1958  | 56,02      | Dana Zátopková  | Presente |
| Primatista mondiale    | 59,55 1960 | Ėl'vira Ozolina | Presente |

## Risultati

### Turno eliminatorio
Qualificazione48,00 m
Tredici atlete ottengono la misura richiesta. 

La miglior prestazione appartiene a Ėl'vira Ozolina (URSS), con 53,25 m.
| Pos. | Atleta                | Nazione          | Lanci | Lanci | Lanci | Misura |
| Pos. | Atleta                | Nazione          | 1°    | 2°    | 3°    | Misura |
| ---- | --------------------- | ---------------- | ----- | ----- | ----- | ------ |
| 1    | Ėl'vira Ozolina       | Unione Sovietica | 53,25 | -     | -     | 53,25  |
| 2    | Dana Zátopková        | Cecoslovacchia   | 47,94 | 51,64 | -     | 51,64  |
| 3    | Susan Mary Platt      | Gran Bretagna    | 50,67 | -     | -     | 50,67  |
| 4    | Karen Anderson        | Stati Uniti      | 43,96 | 44,26 | 50,62 | 50,62  |
| 5    | Vlasta Pešková        | Cecoslovacchia   | 50,61 | -     | -     | 50,61  |
| 6    | Márta Antal-Rudas     | Ungheria         | n     | 47,56 | 50,01 | 50,01  |
| 7    | Maria Diţi-Diaconescu | Romania          | 49,80 | -     | -     | 49,80  |
| 8    | Anna Wojtaszek        | Australia        | 45,66 | 49,20 | -     | 49,20  |
| 9    | Alevtina Shastitko    | Unione Sovietica | 48,91 | -     | -     | 48,91  |
| 10   | Birutė Kalėdienė      | Unione Sovietica | 48,59 | -     | -     | 48,59  |
| 11   | Marlene Ahrens        | Cile             | 44,61 | 48,36 | -     | 48,36  |
| 12   | Anneliese Gerhards    | Germania         | 45,89 | n     | 48,33 | 48,33  |
| 13   | Urszula Figwer        | Polonia          | 48,04 | -     | -     | 48,04  |
| 14   | Ingrid Almqvist       | Svezia           | n     | 44,33 | 47,67 | 47,67  |
| 15   | Erika Strößenreuther  | Germania         | 45,88 | n     | 46,85 | 46,85  |
| 16   | Almut Brömmel         | Germania         | 34,76 | 45,52 | 41,20 | 45,52  |
| 17   | Erika Strasser        | Austria          | 43,79 | 43,80 | n     | 43,80  |
| 18   | Lise Koch             | Danimarca        | 43,01 | n     | 40,36 | 43,01  |
| 19   | Averil Williams       | Gran Bretagna    | 42,44 | n     | 40,03 | 42,44  |
| 20   | Unn Thorvaldsen       | Norvegia         | n     | n     | 41,99 | 41,99  |

### Finale
Ėl'vira Ozolina ha stabilito in giugno il nuovo primato mondiale con 59,55 ed arriva a Roma nel ruolo di favorita d'obbligo.
La sovietica prende il comando della gara fin dalla prima prova: 55,98: è già record olimpico. Solo al terzo turno si vede un buon lancio delle rivali: 53,78 della Zátopková e 53,45 della Kalediene. Nei tre turni di finale nessuna delle avversarie supera i 52 metri e mezzo. La Ozoliŋa può permettersi due nulli finali e vincere comodamente l'oro.
La Zátopková, già oro a Helsinki, è la moglie del grande Emil Zátopek. L'atleta cecoslovacca, con i suoi 37 anni e 11 mesi, è la medagliata più matura dell'atletica leggera alle Olimpiadi nel XX secolo. 
| Pos.    | Atleta                | Età | Nazione          | Lanci | Lanci | Lanci | Lanci           | Lanci           | Lanci           | Misura |
| Pos.    | Atleta                | Età | Nazione          | 1°    | 2°    | 3°    | 4°              | 5°              | 6°              | Misura |
| ------- | --------------------- | --- | ---------------- | ----- | ----- | ----- | --------------- | --------------- | --------------- | ------ |
| Oro     | Ėl'vira Ozolina       | 21  | Unione Sovietica | 55,98 | n     | 51,54 | 54,80           | n               | n               | 55,98  |
| Argento | Dana Zátopková        | 38  | Cecoslovacchia   | 49,84 | 50,36 | 53,78 | 51,02           | 46,13           | 50,70           | 53,78  |
| Bronzo  | Birutė Kalėdienė      | 28  | Unione Sovietica | 50,17 | 49,81 | 53,45 | 50,87           | 49,58           | n               | 53,45  |
| 4       | Vlasta Pešková        | 22  | Cecoslovacchia   | 50,94 | n     | 51,28 | 52,56           | 49,00           | 48,82           | 52,56  |
| 5       | Urszula Figwer        | 29  | Polonia          | 52,33 | n     | 47,92 | 50,16           | 46,53           | -               | 52,33  |
| 6       | Anna Wojtaszek        | 24  | Australia        | 51,15 | 47,04 | n     | 42,76           | 47,35           | n               | 51,15  |
| 7       | Susan Mary Platt      | 20  | Gran Bretagna    | 51,01 | 50,84 | n     | Non qualificate | Non qualificate | Non qualificate | 51,01  |
| 8       | Alevtina Shastitko    | 21  | Unione Sovietica | 47,43 | 50,83 | 50,92 | Non qualificate | Non qualificate | Non qualificate | 50,92  |
| 9       | Márta Antal-Rudas     | 23  | Ungheria         | 50,25 | 48,41 | 49,66 | Non qualificate | Non qualificate | Non qualificate | 50,25  |
| 10      | Maria Diţi-Diaconescu | 23  | Romania          | 49,56 | 47,49 | 48,83 | Non qualificate | Non qualificate | Non qualificate | 49,56  |
| 11      | Anneliese Gerhards    | 25  | Germania         | 47,76 | 49,27 | n     | Non qualificate | Non qualificate | Non qualificate | 49,27  |
| 12      | Marlene Ahrens        | 27  | Cile             | 46,39 | 47,53 | 45,34 | Non qualificate | Non qualificate | Non qualificate | 47,53  |